# 海芝浦駅
海芝浦駅（うみしばうらえき）は、神奈川県横浜市鶴見区末広町二丁目にある、東日本旅客鉄道（JR東日本）鶴見線（海芝浦支線）の駅。海芝浦支線の終着駅である。JRの特定都区市内制度における「横浜市内」の駅として扱われている。駅番号はJI 52。
東芝の事業子会社である東芝エネルギーシステムズの京浜事業所に隣接し、駅自体が同社敷地にあり、改札口は会社の出入り口にもなっている。同社の社員や子会社の東芝プラントシステムなど、会社が認定した関係者でないと、事業所の構内に立ち入ることはできない。
駅ホームが京浜運河に面しており、東芝エネルギーシステムズは敷地の一部を一般にも開放し、ホーム内に隣接して「海芝公園」が併設され、ここには一般乗客も立ち入れ、このあたりからは海や橋のある光景を電車の折り返しの時間まで楽しむことも可能であるため、そのために訪れる乗客もいる。

## 歴史
- 1940年（昭和15年）11月1日：鶴見臨港鉄道の駅として開業（旅客営業のみ）[1]。
- 1943年（昭和18年）7月1日：鶴見臨港鉄道の国有化により鉄道省鶴見線の駅となる[1][2]。
- 1971年（昭和46年）3月1日：無人駅となる[2][3][4]。自動券売機を設置[4]。
- 1987年（昭和62年）4月1日：国鉄分割民営化により、東日本旅客鉄道の駅となる[1][2]。
- 2000年（平成12年）：関東の駅百選に選定される。選定理由は、「近くに鶴見つばさ橋、遠くに横浜ベイブリッジを望むことのできる景観抜群な海に一番近い駅」であることから。
- 2002年（平成14年）3月22日：ICカード「Suica」供用開始[5]。
- 2016年（平成28年）9月30日：自動券売機での切符の販売、ICカードへのチャージの取り扱いを終了。

### 駅名の由来
東芝の前身である「芝浦製作所」と、駅が海に接していることから名づけられた。

## 駅構造
単式ホーム1面1線を有する地上駅。終点側の端に改札口があり、簡易Suica改札機のみが置かれている。
東芝エネルギーシステムズ京浜事業所の敷地内（私有地）にあり、駅の出口はそのまま工場の門になっている。駅舎も東芝エネルギーシステムズの建物の一部である。駅がある埋立地は全体が業務区域としての東芝エネルギーシステムズの敷地で、基本的に以下の者しか駅から出ることはできない。
- 東芝・東芝エネルギーシステムズおよび子会社の社員で、京浜事業所への入場を認められたIC入り社員証または入門許可証を所持している者
- その他許可を受けた者

そのため、事業所への外訪者は新芝浦駅で下車し、京浜事業所の正門に回るように守衛から誘導される。また、鶴見駅構内の鶴見線乗り換え改札口にある柱にも、海芝浦駅構内は私有地のため、改札口から外へは出られない旨の掲示がなされている。
一般客は駅の外に出られないため、IC乗車カードや普通乗車券で海芝浦駅で折り返し乗車する場合は、往復で運賃が必要になるため、簡易Suica改札機で改札を行うか、切符回収箱に行きの切符を投入し、帰りは乗車駅証明書発行機で乗車証明書を受け取り、下車有人駅で精算を受ける必要がある。ICカード類のチャージはできない。かつて自動券売機が稼動していた時代は守衛に申し出て、改札外の守衛詰め所の出口側すぐ脇にある券売機で折り返しの切符を購入する必要があった。
駅改札付近の屋根付きの小屋が、駅ホームと東芝門、海芝公園を連絡する空間である。付近にトイレと飲料自動販売機が設置されているが、他に一般客が利用可能な販売施設はない。
事業所利用者を想定しているため、2023年現在のダイヤでは全日9 - 16時台には1 - 2時間に1本の設定、終電も平日は22時台、土日祝は21時台である。

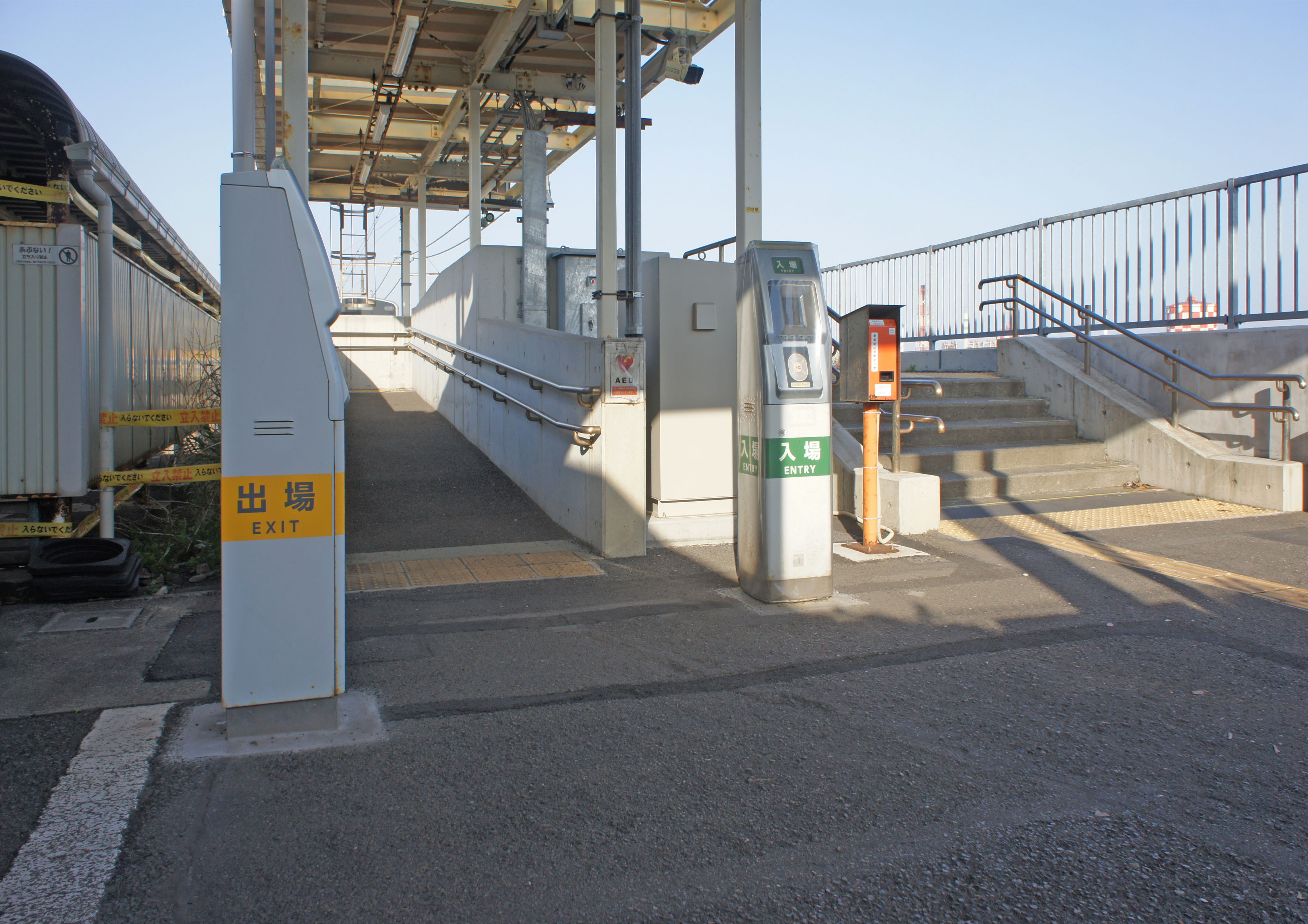
改札口（2022年4月）
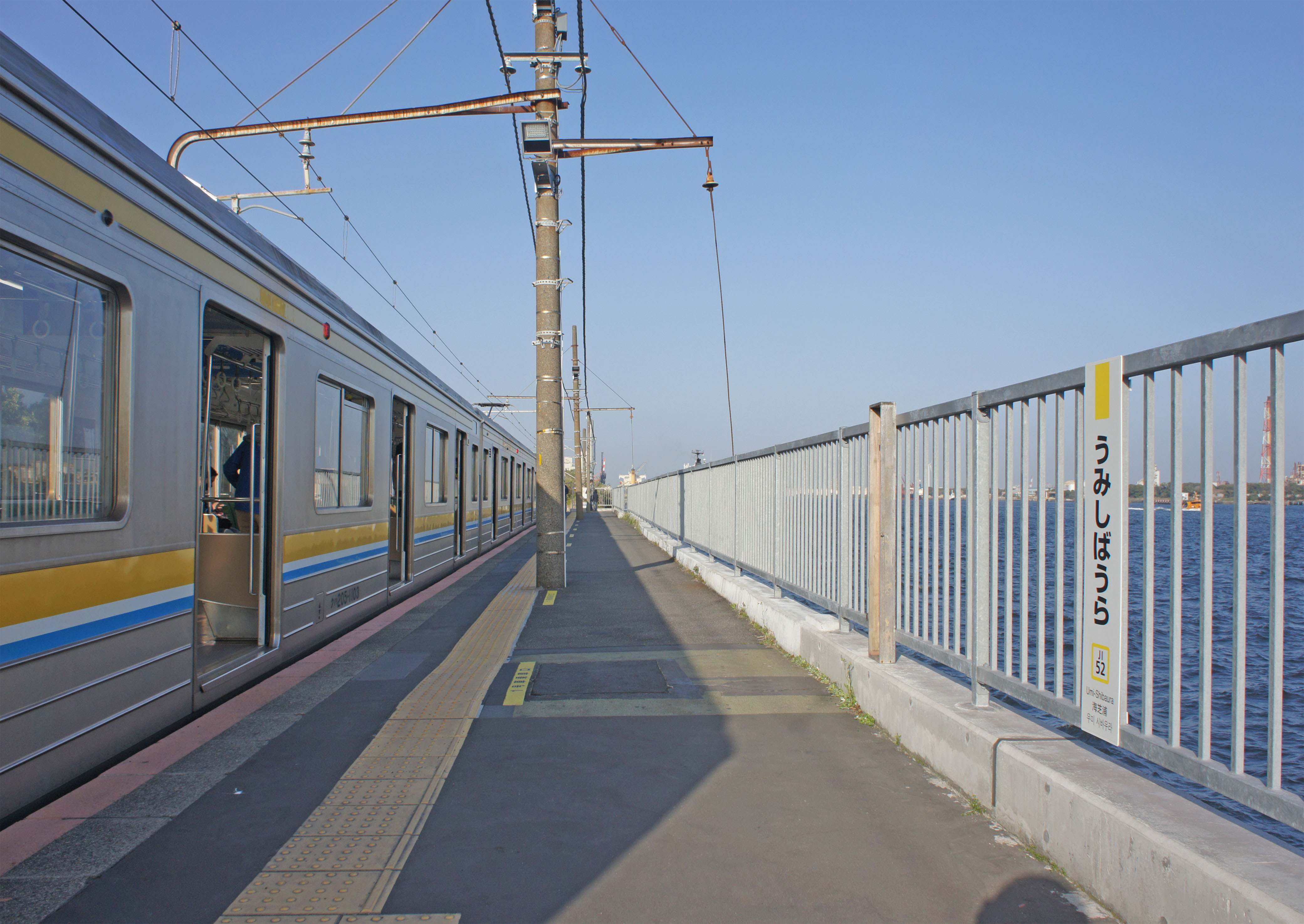
ホーム（2022年4月）
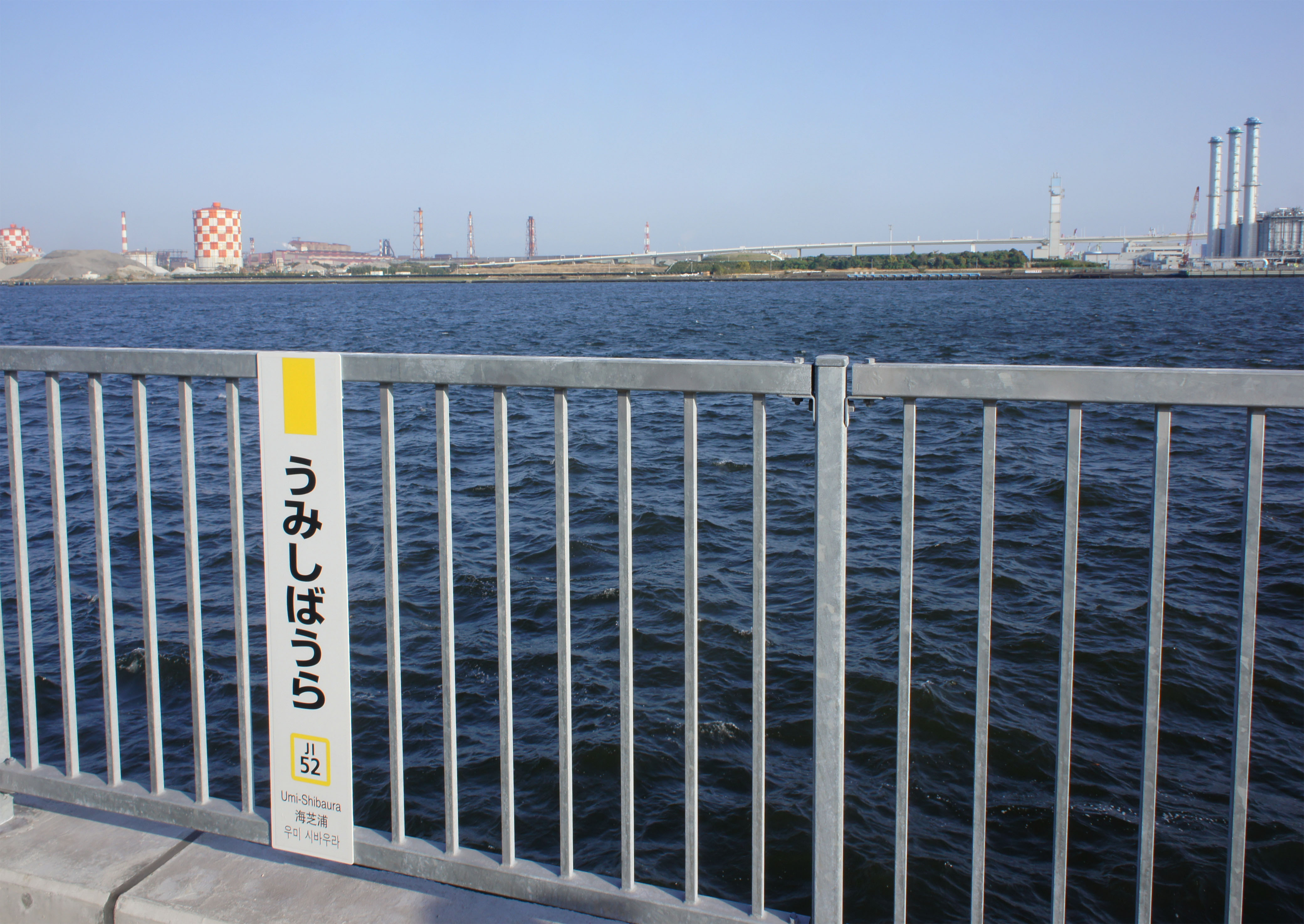
ホームから望む京浜運河（2022年4月）
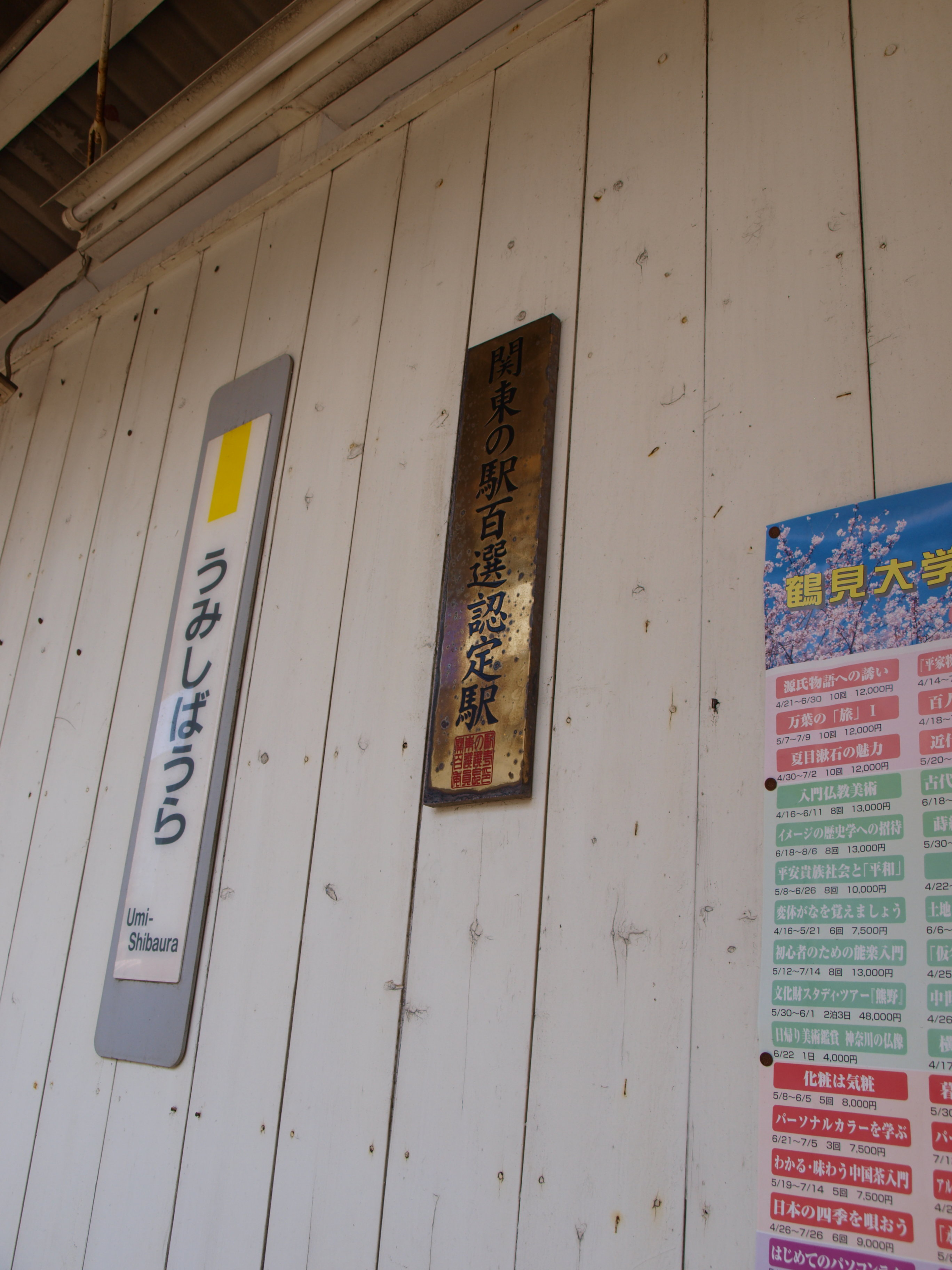
関東の駅百選の銘板（2008年8月）
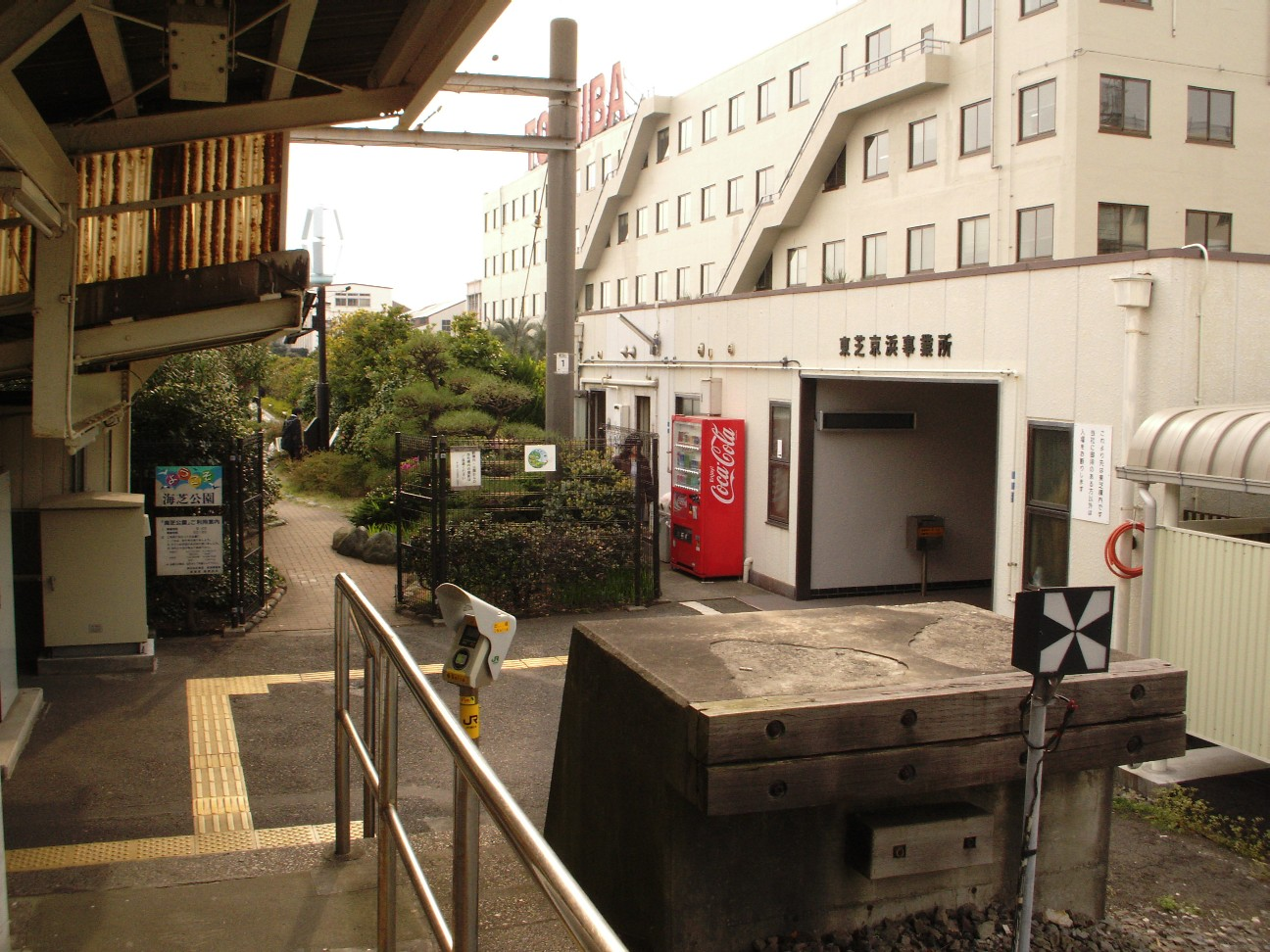
構内から見た駅舎 左側は海芝公園（2007年4月）
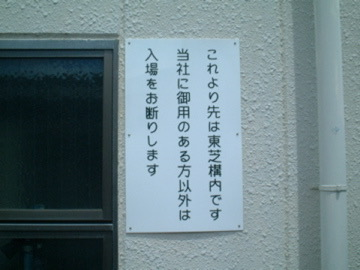
改札口前の掲示（2002年頃）
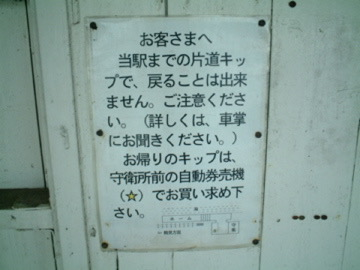
自動券売機が設置されていた当時の駅掲示（2002年頃）

## 利用状況
2008年度の1日平均乗車人員は3,250人である。無人駅のため、2009年度以降の乗車人員は公表していない。
近年の1日平均乗車人員推移は下記の通り。
| 年度               | 1日平均 乗車人員 | 出典     |
| ------------------ | ---------------- | -------- |
| 1991年（平成03年） | 4,167            |          |
| 1992年（平成04年） | 4,334            |          |
| 1993年（平成05年） | 4,597            |          |
| 1994年（平成06年） | 4,585            |          |
| 1995年（平成07年） | 4,469            |          |
| 1996年（平成08年） | 4,252            |          |
| 1997年（平成09年） | 4,049            |          |
| 1998年（平成10年） | 3,936            | [ * 1 ]  |
| 1999年（平成11年） | 3,676            | [ * 2 ]  |
| 2000年（平成12年） | 3,451            | [ * 2 ]  |
| 2001年（平成13年） | 3,285            | [ * 3 ]  |
| 2002年（平成14年） | 2,670            | [ * 4 ]  |
| 2003年（平成15年） | 2,562            | [ * 5 ]  |
| 2004年（平成16年） | 2,827            | [ * 6 ]  |
| 2005年（平成17年） | 2,905            | [ * 7 ]  |
| 2006年（平成18年） | 2,951            | [ * 8 ]  |
| 2007年（平成19年） | 3,094            | [ * 9 ]  |
| 2008年（平成20年） | 3,250            | [ * 10 ] |

## 駅周辺

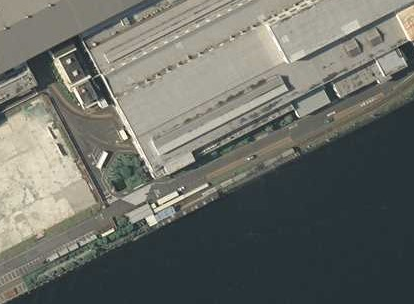
京浜運河と東芝の工場の建物の間に海芝浦駅（右）と海芝公園（左）が見える。

### 海芝公園
海芝公園（うみしばこうえん）は、海芝浦駅に隣接する私設公園。東芝が当駅の待合客に憩いの場を提供したいとの考えから、東芝エネルギーシステムズ京浜事業所が敷地の一部を整備し「海芝公園」と名づけ運営・管理し、一般客に開放している。1995年（平成7年）5月29日に開園。2006年現在、入園無料、開園時間は9時 - 20時30分。ただし、元日は初日の出を拝む客のために、始発電車の到着時に開園する。
2003年（平成15年）3月、東芝のグループ会社である東芝プラントシステムが開発したマイクロ風力発電システム「ウインドフラワー」の商用一号機が設置され稼動している。
2006年（平成18年）5月、横浜市が2005年（平成17年）に提唱した「京浜の森づくり末広地区協働緑化宣言」に同社が賛同したことによる活動の一環として、海芝公園の拡張整備を行った。
2007年9月の台風9号で大きな被害を受けたため一時閉鎖され、同年10月20日より再開されている。
この場所からの眺望は、東京湾が一望でき鶴見つばさ橋など見晴らしがよいこともあり、地域住民の散歩・見学の場となっていたり、小学校の写生に使用されたりしているほか、2000年代には女性・カップル・家族連れが来訪することも多かった。。

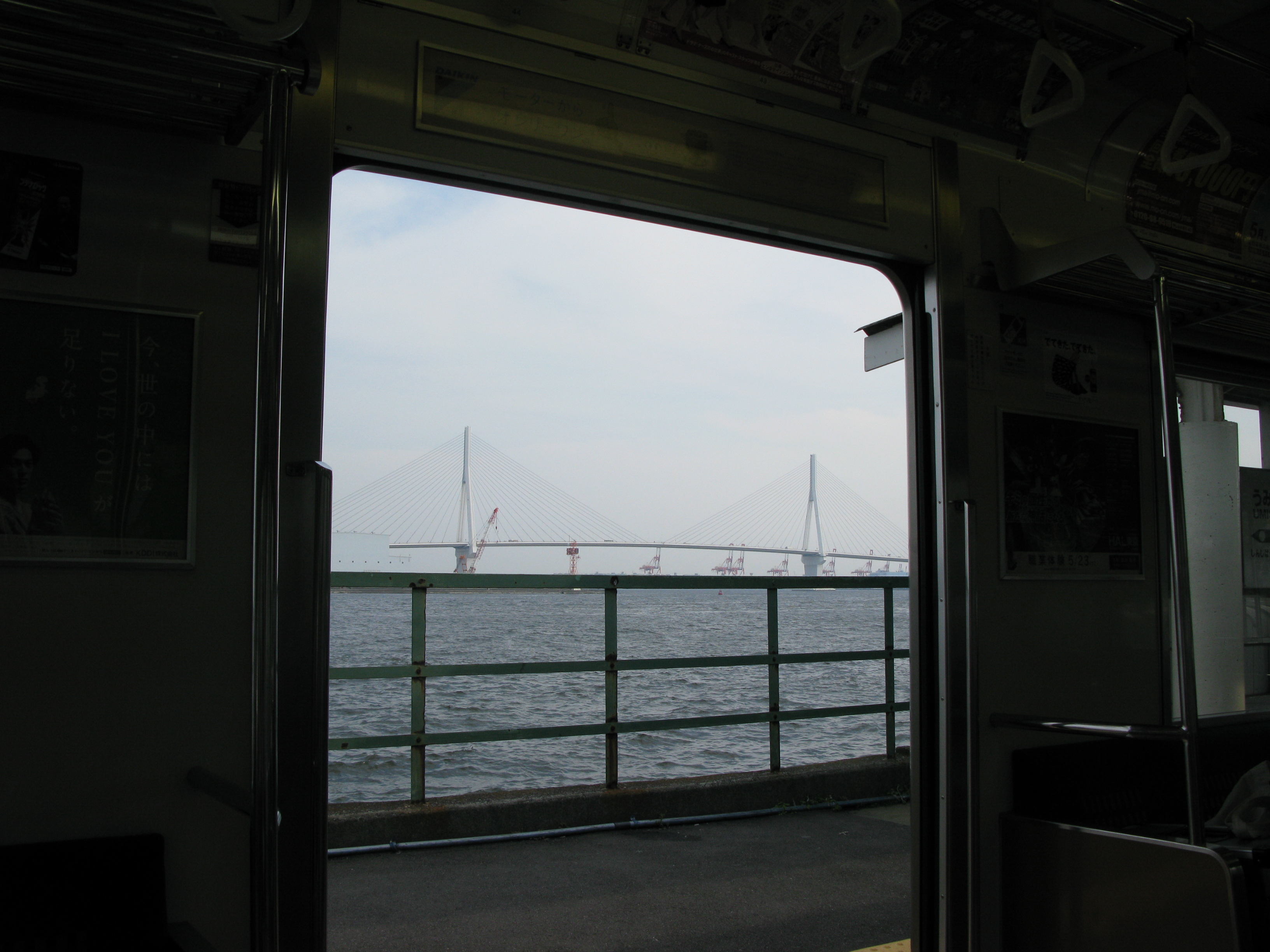
海芝浦駅から見た鶴見つばさ橋（2009年5月）
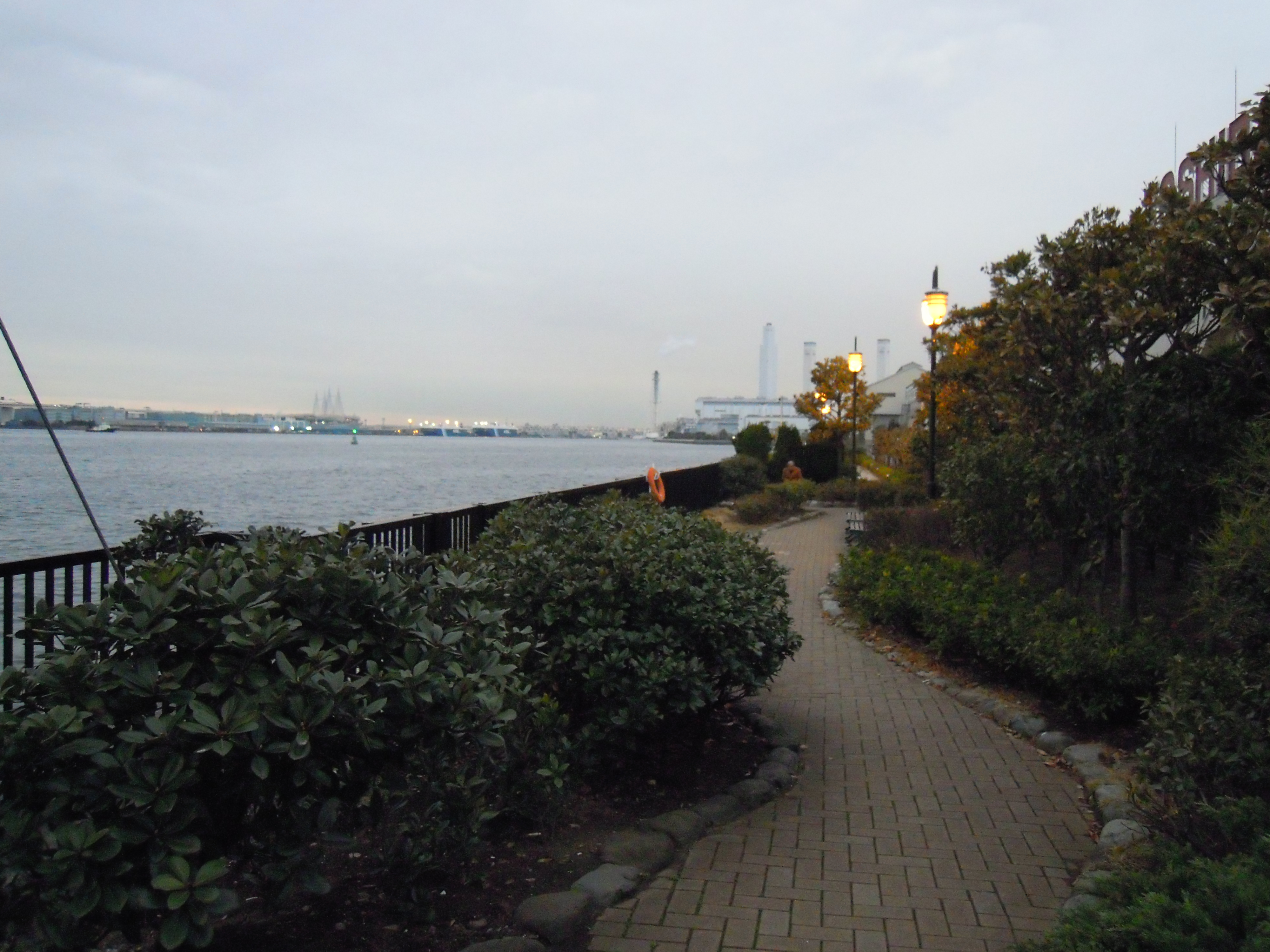
海芝公園（2012年3月）

## メディアによる紹介
特徴的な要素を持つ駅であることから、メディアで何度か話題に取り上げられた。
テレビ番組でも度々採り上げられ、フジテレビ系列で放送されていた「交通バラエティ 日本の歩きかた」で紹介されたり、NHKの番組「列島縦断 鉄道乗りつくしの旅〜JR20000km全線走破〜」で紹介された際、旅人の関口知宏は本来入れない東芝工場の敷地内に入って説明を受けていた。
また、書物にも取り上げられている。笙野頼子の芥川賞受賞作『タイムスリップ・コンビナート』は「誰だかよくわからない人」からの電話で呼び出されて電車に乗って海芝浦駅へ向う様子を描写したものである。鉄道紀行文作家・宮脇俊三は、『時刻表2万キロ』の旅で初めてこの駅を訪れた後、「どこか旅へ行ってみたいが遠くへ行く時間のない人は、海芝浦駅へ行ってみると良い」とたびたび書いていた。西村京太郎は『運河の見える駅で』という題名で小説を書いている。内容は、日曜日に海芝浦駅を訪れたカップルが事件に巻き込まれる、というもの。
1958年公開の日活映画『獣のいる街』では、駅前、駅舎、ホームが撮影に使用されている。
2012年公開の『僕達急行 A列車で行こう』では、小玉健太とその父が鉄工所について話しているときのシーンに使われた。
2014年に放送されたアニメ『RAIL WARS!』の第3話では作中にて事件が発生した場所として先述の特徴的な要素がトリックとして採用された。
2019年6月29日に放映されたNHKの番組「NHKスペシャル　東京ミラクル2 巨大鉄道網 秒刻みの闘い」の中で車や徒歩で行けず電車だけで行ける駅として紹介された。
2022年『鉄道ファンがガチで選ぶ駅総選挙』（テレビ朝日）にて20位に選ばれた。

## 隣の駅
東日本旅客鉄道（JR東日本）
 鶴見線（海芝浦支線）
新芝浦駅 (JI 51) - 海芝浦駅 (JI 52)

### 記事本文